# Lacolle
Lacolle är en kommun och tätort (centre de population) i provinsen Québec i Kanada. Den ligger 58 kilometer söder om staden Montréal, i den södra delen av provinsen vid gränsen mot USA. Kommunen bildades 2001 genom att kommunerna Village de Lacolle och Paroisse de Notre-Dame-du-Mont-Carmel.